# Rimmel (azienda)
Rimmel è una azienda di cosmetici inglese fondata nel 1834 da Eugene Rimmel a Regent Street a Londra.
L'azienda, con sede a Londra, ha sempre pubblicizzato la città puntato sullo stile "Swinging London", utilizzando il nome Rimmel London in molte pubblicità.
Tra le testimonial dell'azienda ci sono: Kate Moss, Lily Cole, Coco Rocha, Georgia May Jagger, Cara Delevingne e molte altre.
Il nome dell'azienda è utilizzato anche, per antonomasia, come sinonimo di mascara.